# تلمبه عطاالهی
تلمبه عطاالهی، یک آبادی در دهستان استبرق از توابع بخش مرکزی شهرستان شهربابک در استان کرمان است.